# Cape Feare
«Cape Feare» (с англ. — «Мыс страха») — 2-й эпизод 5 сезона мультсериала «Симпсоны». Впервые показан 7 октября 1993 года. Это третья серия, где Сайдшоу Боб играет главную роль.

## Сюжет
Барт начинает получать записки с угрозами по почте, написанные кровью, некто грозится убить его. Тем временем Боба выпускают из тюрьмы, и, когда они случайно встречаются в кинотеатре, Барт понимает, что Боб не успокоится, пока не убьёт его. Семья Симпсонов вступает в программу защиты свидетелей и переезжает в озерный городок под фамилией Томпсоны, а заодно и Боб вместе с ними.
Когда Боб врывается на катер и связывает на палубе Гомера, Мардж, Лизу, Мегги, и даже кошку с собакой, Барт пытается сбежать, но Боб настигает его. Увидев, что до Спрингфилда осталось всего 15 миль, Барт просит Боба спеть оперу «Корабль Её Величества „Пинафор“» в качестве своего последнего желания.
В тот момент, когда Боб, допев до конца, собирается убить Барта, катер наплывает на камень, и оказывается, что он уже доплыл до Спрингфилда. Боба арестовывают, а Симпсоны возвращаются домой.

## Культурные отсылки
- Название серии и сюжет повторяют название и сюжет фильма «Мыс страха» Дж. Ли Томпсона.
- Нед Фландерс стрижёт кустарник перчаткой с ножами, как у Фредди Крюгера.
- «Bates Motel», в котором остановился Боб, а также чучела птиц в его комнате — это отсылка к фильму «Психо» Альфреда Хичкока.
- Хоккейная маска, в которой Гомер нечаянно пугает Барта, повторяет маску маньяка в фильмах сериала «Пятница, 13-е», а бензопила — отсылка к фильму «Техасская резня бензопилой».
- Симпсоны обращаются в программу переселения свидетелей, это пародия на программу защиты свидетелей.
- Во время процесса Боб утверждает, что татуировка «Die Bart Die» на немецком языке, и означает просто «Барт», что и становится поводом для оправдания, так как никто не верит, что знающий немецкий язык может быть злодеем.
- Номер на фотографии Боба — известная пасхалка A113.

## Интересные факты
- Название эпизода «Шоу Щекотки и Царапки» — «Spay anything» пародирует название фильма «Say Anything». Позже это обыгрывается в 14 сезоне («Pray Anything»).
- В этом эпизоде Боб впервые наступает на грабли. Он наступает на грабли 11 раз за эпизод.
- Келси Грэммер исполнил оперу H.M.S. Pinafore для альбома «Go Simpsonic with The Simpsons».